# Nematogmus membranifer
Nematogmus membranifer là một loài nhện trong họ Linyphiidae.
Loài này thuộc chi Nematogmus. Nematogmus membranifer được miêu tả năm 2008 bởi Da-xiang Song & Li.